# HTC Sensation XL
HTC Sensation XL是臺灣手機製造公司宏達電（HTC）於2011年10月6日推出的大尺寸高階智慧型手機。該機為HTC Sensation的延伸機種。

## 規格[1]
- 螢幕：4.7" Sony Super LCD 800x480
- 處理器：Qualcomm Snapdragon S2 MSM8255T 單核心 1.5GHz Scorpion
- 相容的網路：  GSM/GPRS/EDGE 850/900/1800/1900 MHz、UMTS/HSPA 850/1900/2100 or 900/1700/2100 MHz、HSDPA/HSUPA 14.4/5.76 Mbps
- 作業系统：Android 2.3.5 （可升级至Android 4.0.3）
- 相機：800萬像素（后置、配置双LED閃光燈、720p@30fps錄影） + 130萬像素（前置）
- 重量：162.5g
- 尺寸：132.5 x 70.7 x 9.9 mm (5.22 x 2.78 x 0.39 in)
- RAM：768MB LPDDR2
- ROM：16GB
- 記憶卡插槽：無
- 電池：可拆卸式1600mAh鋰離子電池
- 顔色：白
- 其他功能：Beats by Dr. Dre、HTC Watch、HTC Sense 3.5 (可升级至HTC Sense 3.6)